# お化けマンション

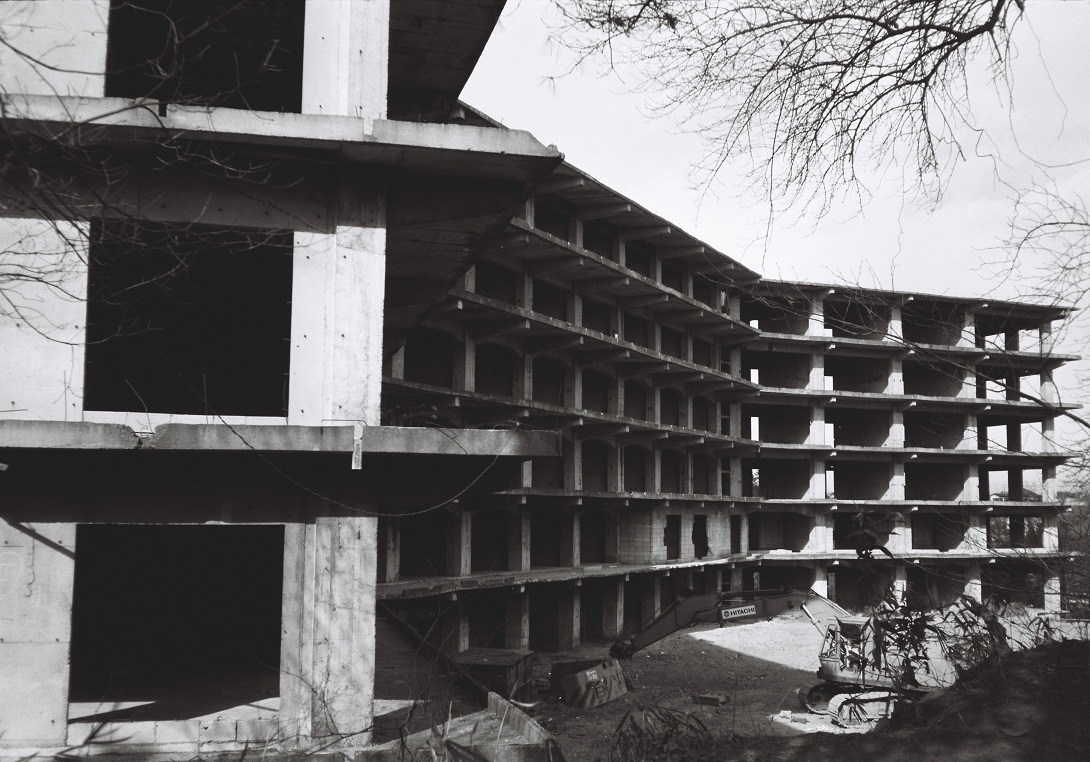
お化けマンション（1987年 - 1988年頃撮影）

お化けマンション（おばけマンション）とは、かつて東京都町田市能ヶ谷町（鶴川地区）の町田市立鶴川第二中学校北東側に存在していた廃墟の俗称。最寄り駅は小田急小田原線鶴川駅。

## 概要
上空から見ると建物全体が「く」の字型に曲がった形になっているうえ、外壁が作られる前に工事が中断したため、外壁が存在しなかった。
1967年（昭和42年）、地上6階・地下1階、計100部屋の分譲マンションを想定し、建築を開始。1968年（昭和43年）には基礎工事が完了したが、その土地が許可を得ないまま造成されていたことが判明したため、土地の所有権をめぐって裁判となり、工事が中断されることになった。同時に使用された建材が基準を満たしていないという建築基準法違反も発覚したため、工事の再開は不可能となったが、結審までは物件を現状維持する必要があることから取り壊すわけにもいかず、建築途中で放棄されることになった。そのため、上記のような異様な外観のまま周囲に晒されることになり、いつしか「お化けマンション」と呼ばれるようになった。
その外観の衝撃度ゆえ、『仮面ライダー』をはじめとした1970年代の特撮作品で撮影のために使用されることが多かった。同作品の劇場版第2作『仮面ライダー対じごく大使』では屋上にヘリコプターを着陸させたが、上記のような違法建築のため、撮影中に倒壊する恐れもあったという。『仮面ライダー』のスタッフは、後年のインタビューで「撮影中に揺れた」「コンクリの中に発泡スチロールの粉が入っていた」などと証言している。
その後、結審を経て町田市が土地を購入し、1991年（平成3年）5月に所有者負担で取り壊され、跡地は町田市公園緑地課が管理する「能ヶ谷きつねくぼ緑地」となり、開園当初は奇数週の土曜日のみ立ち入ることができたが、現在は園路も整備されたため、終日利用が可能となった。2020年（令和2年）9月には「きつねくぼ緑地前」バス停が新設された。

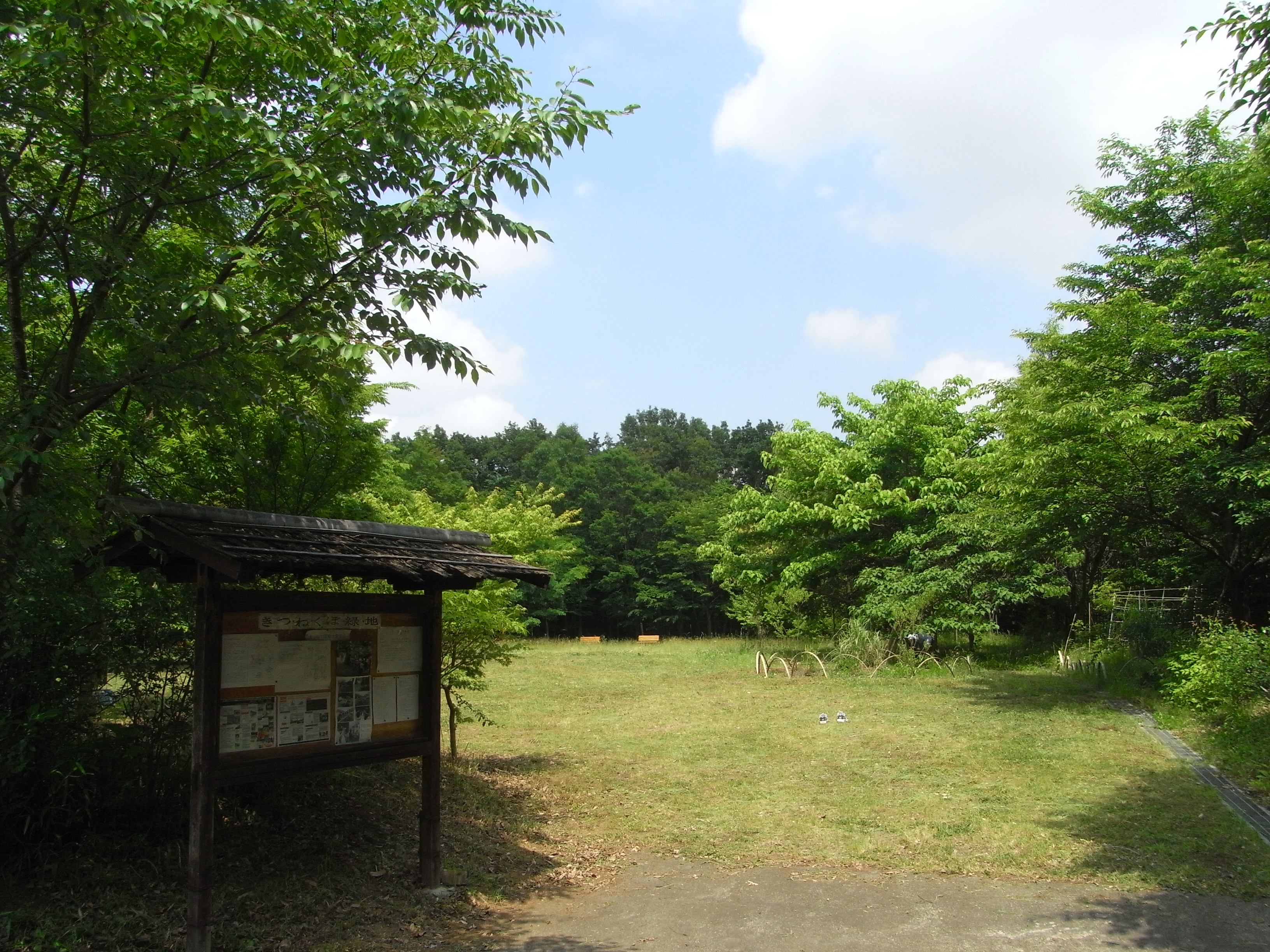
おばけマンションの跡地は現在、「能ヶ谷きつねくぼ緑地」として管理されている。
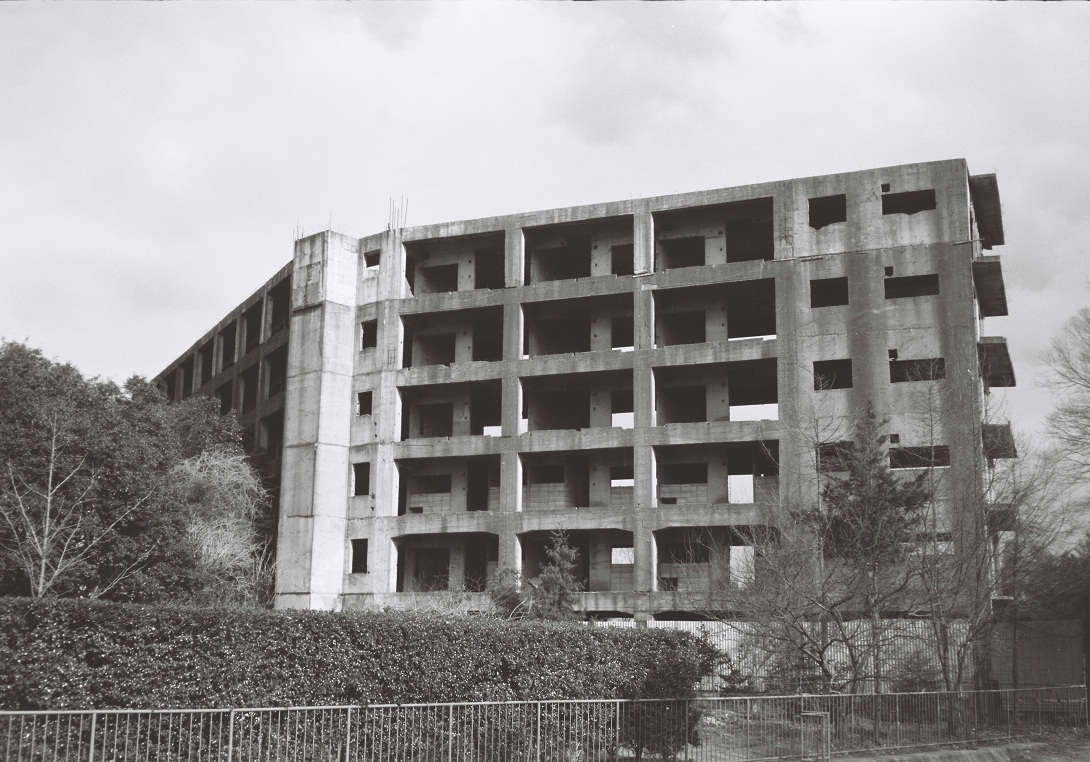
お化けマンション（1987年〜1988年頃撮影）
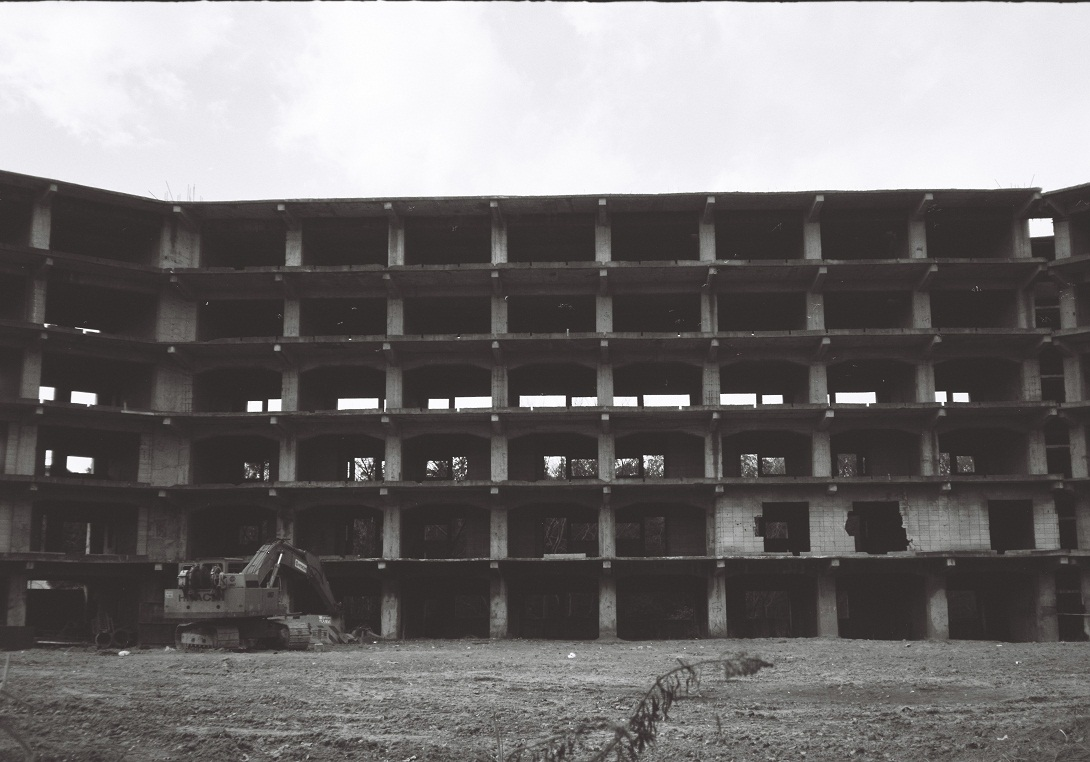
同左